# 洪德施泰因山
47°15′9″N 9°24′7″E / 47.25250°N 9.40194°E

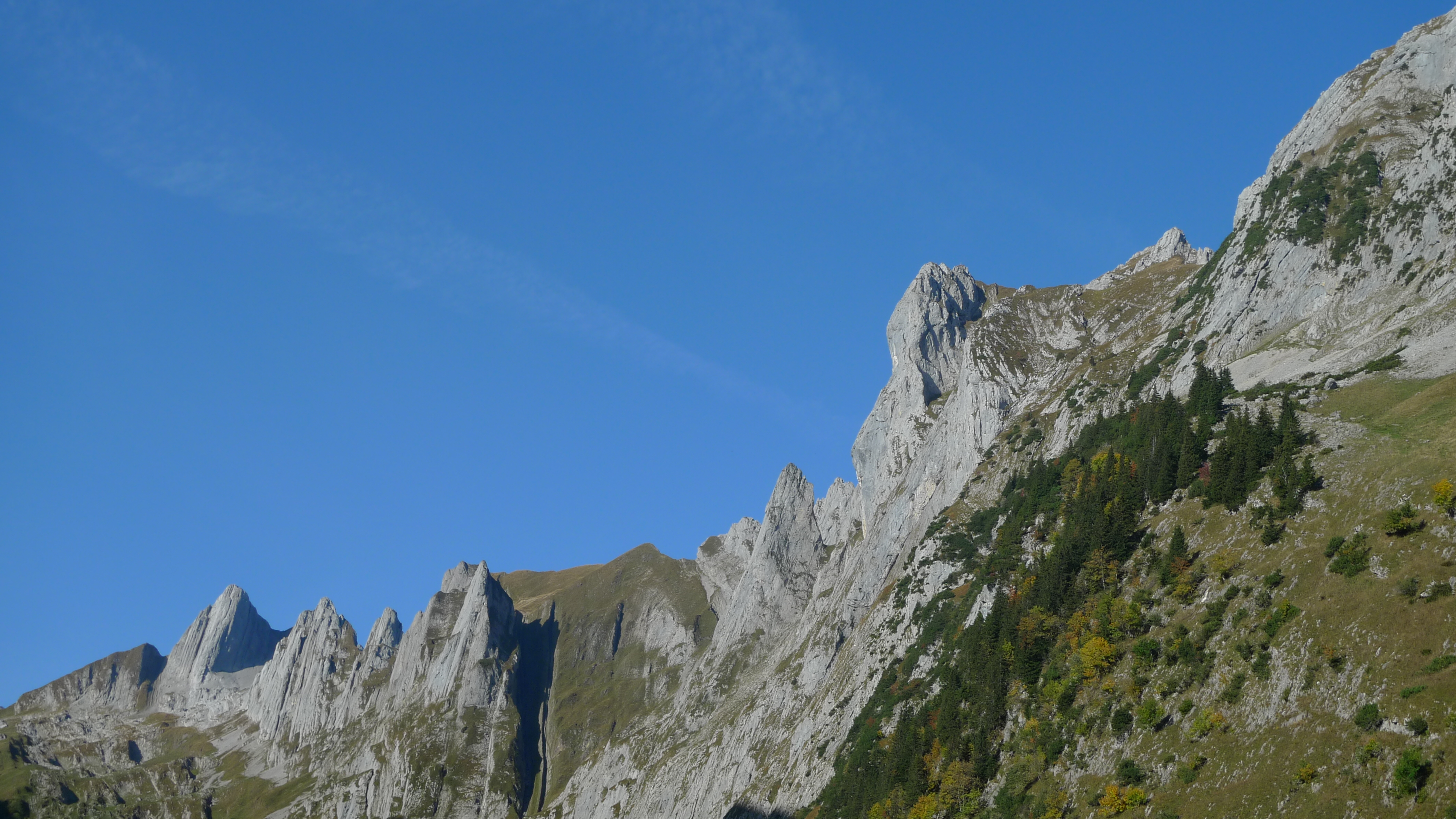

洪德施泰因山（德語：Hundstein），是瑞士的山峰，位於該國東北部，由內阿彭策爾州負責管轄，屬於阿彭策爾阿爾卑斯山脈的一部分，海拔高度2,157米，每年平均降雨量1,954毫米。